# Mur-Mürz-Furche
Als Mur-Mürz-Furche bezeichnet man das durch die beiden Flüsse Mur und Mürz eingeschnittene Längstal, das von Tamsweg bis zum Semmering reicht. Es ist der südöstliche Kernraum der sonst recht bergigen Region Obersteiermark und des Lungau im Land Salzburg und umfasst die Landschaftsräume Oberes Murtal und Mürztal sowie einige in dieser Talflucht liegende inneralpine Becken der Norischen Senke.

## Geographie
Die etwa 200 Kilometer lange in Westsüdwest-Ostnordost-Richtung streichende Talung beginnt im Raum Muhr/St. Michael im Lungau (1017 m), zieht das Obere Murtal entlang über Tamsweg, Murau, das Aichfeld (Judenburg-Knittelfelder Becken) und das Leobener Becken, dann bei Bruck an der Mur (491 m) das Untere und Mittlere Mürztal hinauf, in das Fröschnitztal, über den Semmeringpass (985 m), und die Schwarza hinunter nach Gloggnitz und Neunkirchen (371 m), wo sie im Taltrichter von Wiener Neustadt unter das Wiener Becken abtaucht.
Nördlich wird sie weitgehend auf der gesamten Länge vom Murparalleltal begleitet, die Becken dieser beiden Talzüge bilden zusammen die Norische Senke.
Nördlich der Mur-Mürz-Furche befinden sich die Niederen Tauern (beziehungsweise die Murberge als deren Untergruppe), die Eisenerzer Alpen, Hochschwab und Mürzsteger Alpen (beziehungsweise die Mürztaler Alpen). Im Süden bilden die Gurktaler, Seetaler und Fischbacher Alpen, sowie die Stub-, Gleinalpe eine Barriere zum Grazer Becken.

## Geologie
Das auf Satellitenbildern sehr deutlich sichtbare Lineament, das ein Drittel der Länge der Ostalpen einnimmt, ist eine markante geologische Störungslinie und stellenweise Epizentrum von Erdbeben. Die Mur-Mürztal-Störung besteht aus einer Vielzahl sich gegeneinander bewegender Störungen, die vom Murtal bis zum Semmering reichen. Dort teilt sich die Störungszone auf, ein Ast setzt sich in Richtung Osten am Südrand des Wiener Beckens fort, ein anderer Ast verläuft an dessen Westrand. Geodynamisch wird der südliche Teil des Mürztales gegen Nordosten verschoben, was zu einer Dehnung des Wiener Beckens führt.